# Okręg Fushun-Anshan

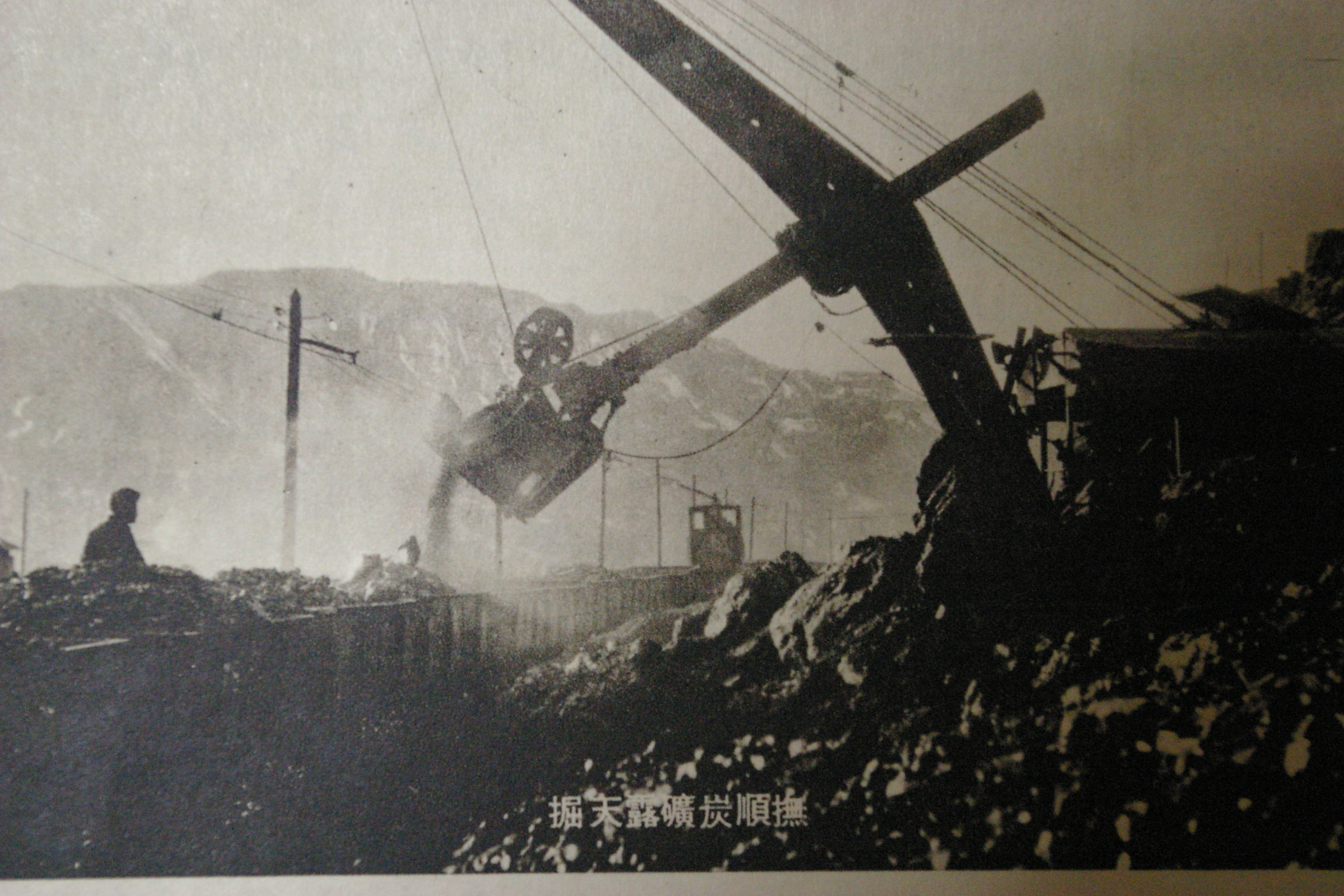
Odkrywkowa kopalnia węgla kamiennego w okręgu Fushun, fot. 1940

Okręg Fushun-Anshan - okręg przemysłowy zlokalizowany w  północno-wschodnich Chinach, powstały na bazie węgla kamiennego, rud żelaza, magnezytu oraz ropy naftowej. W miejscowościach Anshan, Benxi oraz Shenyang rozwinęło się hutnictwo żelaza i metali nieżelaznych, natomiast w Shenyang, Anshan, Benxi i Fushun produkuje się maszyny, obrabiarki, turbiny i silniki. Ponadto, w Shenyang produkuje się samochody, samoloty i tabor kolejowy, a w Anshan paliwa płynne.